# Dounby

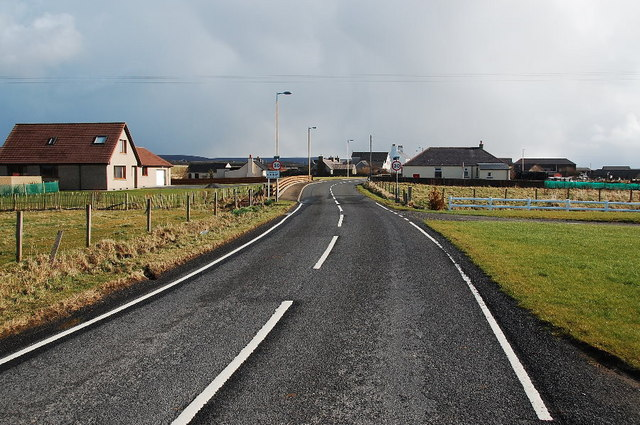
Durchgangsstraße in Dounby

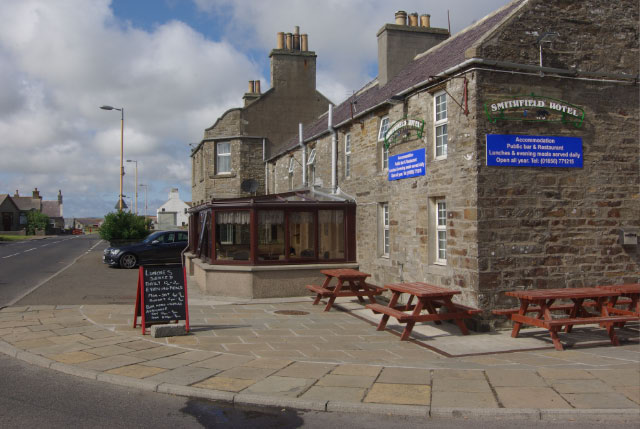
Gasthaus in Dounby

Dounby ist eine Ortschaft, die im Nordwesten der zu Schottland zählenden Orkneyinseln liegt.

## Geographie
Dounby liegt auf der Insel Mainland im Norden des Sees Loch of Harray. Nach Kirkwall sind es etwa 22 Kilometer in südöstlicher Richtung.

## Historisches
Im Rahmen der historischen Gliederung Schottlands in Civil Parishes zählt Dounby zu Sandwick. Als Kulturdenkmale ausgewiesen sind eine prähistorische Siedlung beim Bauernhof Handest, zwei Burnt Mounds sowie die Click Mill von Dounby, die alle als Scheduled Monuments unter Denkmalschutz stehen.

## Verkehr
Durch Dounby verläuft die Fernstraße A986, die Finstown im Südosten mit Twatt im Nordwesten verbindet.